# アポロ16号
アポロ16号はアメリカ合衆国のアポロ計画における10度目の有人宇宙飛行である。史上5度目 (2014年現在、最後から2番目) となる月面着陸を果たした。また月の高地に着陸するのはこれが初めてのことで、月面車を使用して長期間の月面滞在をする「J計画」としては2度目の飛行であった。ジョン・ヤング (John Young) 船長、チャールズ・デューク (Charles Duke) 月着陸船操縦士、ケン・マッティングリー (Ken Mattingly) 司令船操縦士の三名の宇宙飛行士を乗せたサターン5型ロケットは、1972年4月16日午後12時54分 (米東部標準時) フロリダ州ケープ・カナベラルのケネディ宇宙センターから発射され、4月27日午後2時45分 (米東部標準時) に帰還するまで、11日間と1時間51分にわたる飛行を行った
ヤング船長とデューク飛行士は月面で71時間—ほぼ3日間—を過ごし、この間に通算で20時間と14分におよぶ三度の船外活動を行った。また使用されるのは今回で2回目となる月面車で、26.7キロメートルを走行した。両名が地球に持ち帰るために月面で95.8キログラムのサンプルを採集する一方で、マッティングリー飛行士は司令・機械船で月を周回し、月面の観測を行った。マッティングリーが軌道上で過ごした時間は126時間、月周回回数は64回であった。またヤングとデュークが軌道上で再ドッキングを果たした後、機械船からは観測用の小型衛星が放出された。地球への帰還途中、マッティングリーは機械船からフィルムのカセットを回収するために1時間の船外活動を行った。
16号は月の高地に着陸したことにより、月の海に着陸したそれ以前の4回の飛行で集められたものよりも、地質学的に古いサンプルを集めることができた。またデカルト高地 (Descartes Highlands) およびケイリー (Cayley) クレーターで発見されたサンプルを分析した結果、その地形が火山活動によって形成されたものであるという仮説が誤りであることが証明された。

## 搭乗員
| 地位           | 飛行士                                                  | 飛行士                                                  |
| -------------- | ------------------------------------------------------- | ------------------------------------------------------- |
| 船長           | ジョン・ヤング (John Young) 四回目の宇宙飛行            | ジョン・ヤング (John Young) 四回目の宇宙飛行            |
| 司令船操縦士   | ケン・マッティングリー (Ken Mattingly) 一回目の宇宙飛行 | ケン・マッティングリー (Ken Mattingly) 一回目の宇宙飛行 |
| 月着陸船操縦士 | チャールズ・デューク (Charles Duke) 一回目の宇宙飛行    | チャールズ・デューク (Charles Duke) 一回目の宇宙飛行    |

マッティングリーは元々はアポロ13号の正搭乗員だったが、補助搭乗員だったデュークが子供の一人から麻疹のウイルスをもらっており、結果としてウイルスに晒されることとなった。マッティングリーは罹患していなかったものの、打ち上げの三日前に補助搭乗員のジャック・スワイガート (Jack Sweigert) と交代させられた。海軍軍人である船長のヤングは、この飛行以前にもジェミニ3号、ジェミニ10号、アポロ10号で宇宙に行ったことのあるベテランだった。またアポロ10号では月を周回した。デュークはアポロ10号では補助搭乗員を、アポロ11号では宇宙船通信担当官 (Capsule Communicator, CAPCOM) を務めていたが、1966年にNASAによって選出された19人のアポロ計画の宇宙飛行士の中ではまだ一度も宇宙に行ったことがなかった。

### 予備搭乗員
| 地位           | 飛行士                                | 飛行士                                |
| -------------- | ------------------------------------- | ------------------------------------- |
| 船長           | フレッド・ヘイズ (Fred Haise)         | フレッド・ヘイズ (Fred Haise)         |
| 司令船操縦士   | スチュアート・ルーサ (Stuart Roosa)   | スチュアート・ルーサ (Stuart Roosa)   |
| 月着陸船操縦士 | エドガー・ミッチェル (Edgar Mitchell) | エドガー・ミッチェル (Edgar Mitchell) |

公式には発表されていないが、当初予備搭乗員はヘイズ (船長)、ウイリアム・ポーグ (William R. Pogue、司令船操縦士)、ジェラルド・カー (Gerald P. Carr、着陸船操縦士) で構成されていた。彼らはアポロ19号で正搭乗員を務めることになっていたが、1970年9月にアポロ18・19号の中止が最終決定されたことにより、彼らが月飛行をすることはなくなった。その後ルーサとミッチェルはアポロ14号の飛行から帰還した後、再度16号の予備搭乗員に任命され、一方でポーグとカーはスカイラブ計画に配置されスカイラブ4号で飛行することとなった。

### 支援飛行士
- アンソニー・イングランド (Anthony W. England)[14]
- カール・ヘナイズ (Karl Gordon Henize)[15]
- ヘンリー・ハーツフィールド (Henry Hartsfield)[16]
- ロバート・オーバーマイヤー (Robert F. Overmyer)[15]
- ドナルド・ピーターソン (Donald H. Peterson)[17]

### 計画の記章
16号の記章はアメリカを象徴するハクトウワシと赤・白・青の盾をモチーフとし、背景の灰色は月面を表している。縦の上にある金色の線はNASAのシンボルであり、月を周回していることを表す。金線で縁どりされた青い外枠の中には、ヤング、マッティングリー、デュークの飛行士の名前とともに計画名に相当する16個の星が描かれている。この記章は飛行士から提出された案を元にデザインされた。。

## 計画と訓練

### 着陸地点の選択
16号は月面に三日間滞在し、月面車を使用して科学的探査の能力を増強させた「J計画」の二回目の飛行を実行することになっていた。アポロ計画においては最後から二番目の飛行であり、機器や月面での実験について新しい項目が追加されることはなかったため、最後の16号と17号は月の特性について理解が不十分だったいくつかの点を解明する機会を飛行士たちに与えた。16号以前の飛行で持ち帰られた資料は、月の内部から噴出した溶岩が低地や盆地を覆ったことによって形成された月の海からのものであり、月の高地については人類は未踏破の状態だった。
14号と15号が着陸してサンプルを回収したのは雨の海の周辺域で、そこは今から三十数億年前に巨大な隕石が衝突し、そのとき月の内部から噴出した物質が堆積したことで形成された場所だった。これに対し月の高地には、海の領域とは異なる地質学的現象が広範囲に存在していた可能性があった。いくつかの科学者グループは、月の中央高地は地球の火山活動で造成された領域と似通っていると主張し、同じことが月でも起こったのではないかという仮説を立てた。彼らは16号の科学的成果がその答えを導き出してくれることを期待していた。

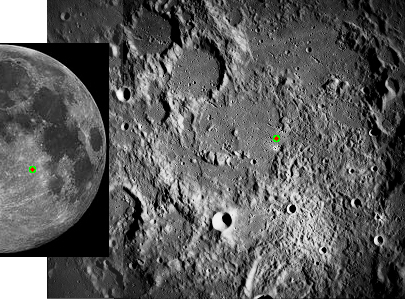
16号の着陸地点

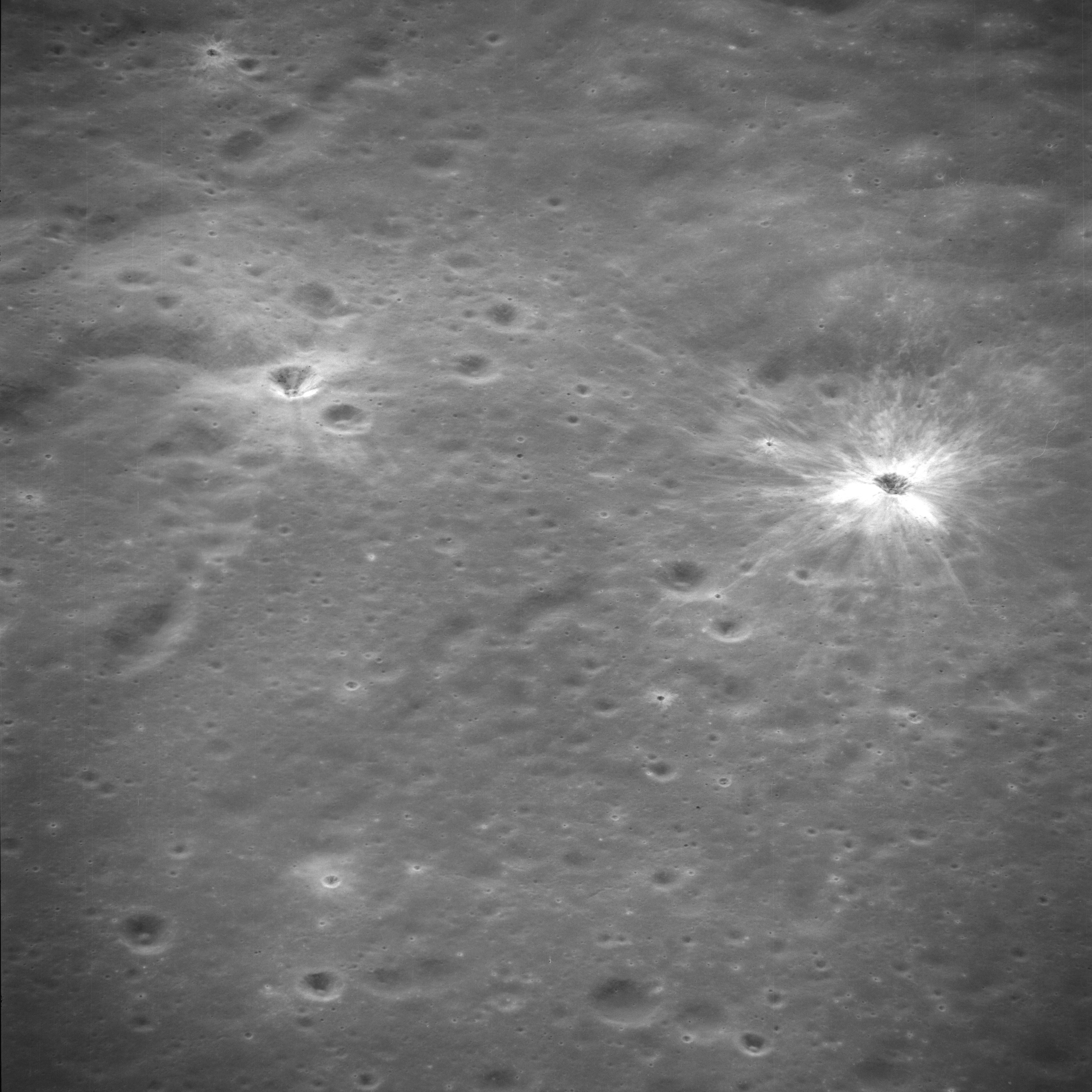
アポロ14号が撮影した16号の着陸候補地の拡大写真。やや斜めの角度から撮影されている。左側がノースレイ・クレーター、右側の明るく見えるのがサウスレイ・クレーターである。

16号の着陸地点には、当初は神酒の海 (Mare Nectaris) の西部にあるデカルト高地と、アルフォンサス (Alphonsus) クレーターの二ヶ所が候補に挙げられていた。望遠鏡や月周回軌道上から撮影した写真を分析した結果、科学者たちはデカルト高地のケイリー・クレーターにまず第一に興味を抱いた。その地形は、月の海を形成したものよりも粘度の高いマグマによって作られたと思われたからである。周囲にあるクレーターの数から、ケイリーは雨の海とほぼ同じ時期にできたものであると予想された。またデカルト高地の位置は16号以前のアポロ計画の着陸地点とは大きく距離が離れていたため、ここに惑星物理学的観測機器を設置すれば、12号以降で月面に置かれた「アポロ月面実験装置群 (Apollo Lunar Surface Experiments Package, ALSEP)」との間で有効なネットワークが形成されることが期待された。
これに対してアルフォンサス・クレーターでは、主要かつ最重要の関心事として三つの科学的目標が設定された。一つはクレーター壁内部から海ができる以前の隕石の衝突で生成された物質を発見すること、二つ目はクレーター内部から資料を採集すること、そして三つ目は暗い「後光 (ハロー, halo)」を持つ周辺にあるいくつかの小クレーターの底から、過去の火山活動の痕跡を発見することである。地質学者たちはしかしながら、クレーターから採集されたそれら古い時代のサンプルは後に雨の海を形成した巨大隕石の衝突によって変質してしまっており、海が誕生する以前の岩石は採集できないのではないかと懸念していた。さらに14号と15号で得られたサンプルは、16号で採集されるであろう資料の科学的要求をすでに満たしてしまっている可能性もあった。この時点で14号のサンプルはまだ完全に分析が終わっていなかったし、15号に関しては手もつけられていない状況だったのである。
そのような経過で、16号の着陸地点はデカルト高地に決定した。これに伴いアルフォンサスは17号の着陸候補地点となったが、最終的には除外されることとなった。一方で14号が軌道上から撮影した写真を分析した結果、デカルトは十分に安全な着陸地点であると判断され、さらに具体的な目標地点も直径1,000メートルのノースレイ (North Ray) と直径680メートルのサウスレイ (South Ray) という二つの若いクレーターの中間と定められた。このクレーターは隕石の衝突によって形成されたもので、レゴリスを貫通する天然の「ドリル痕」があるため、月面にさらされた基盤岩を採集できるものと期待された。

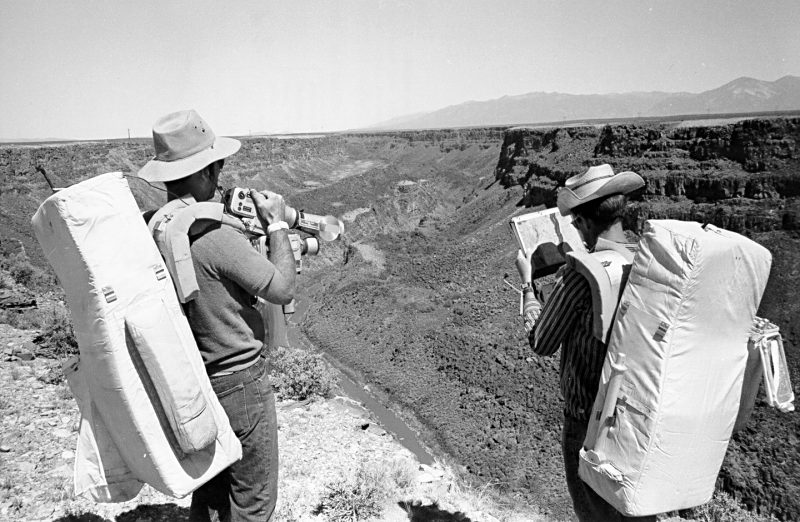
ニューメキシコ州のリオ・グランデ峡谷で訓練するヤングとデューク

着陸地点が決定した後、16号の最終目的はデカルト高地とケイリー・クレーターという二つの地質学的単位からサンプルを収集することであると定められた。多くの科学者はこの地形は火山活動によって造成されたものではないかと考えていたが、後に16号が持ち帰ったサンプルを分析した結果、この仮説は誤りであることが判明した。

### 訓練
飛行士らは月面で用いる技術や知識を習得するため、広範な訓練計画に参加した。その中にはいくつかの地質学のフィールドワーク (実地調査) も含まれており、彼らが遭遇するであろう地質特性を持つ場所を訪れ、それについての科学的な説明を受けた。たとえば1971年7月、彼らはアメリカの宇宙飛行士として初めてカナダのオンタリオ州にあるサドバリー (Greater Sudbury) を訪れた。地質学者がここを選んだのは、この地には約160万年前に巨大隕石の衝突で作られた直径60マイル (97キロメートル) のクレーターが存在するからであった。サドバリー盆地にはシャッターコーンという隕石の衝突があったことを示す珍しい地質があり、飛行士らはこれを見て隕石衝突の地質的特性について習熟した。また彼らは訓練中に宇宙服こそ着なかったものの、生命維持装置を模した大きな無線装置を背負い、月面で実行することになる手順について確認した。
フィールドワークの一方で、飛行士らは新型宇宙服の使用訓練も受けた。これは地球の6分の1という月の重力や、月面での資料の収集、月面車の操作、さらには地球への帰還と着水に適応させたものだった。さらに訓練の中には、飛行に関する様々な技術を習得するのはもちろんのこと、もし万が一司令船が地球に帰還した際、予定とは大きく離れた場所に着陸してしまった場合に備えてのサバイバル訓練なども含まれていた。

## 主要な任務

### 発射から月周回軌道まで

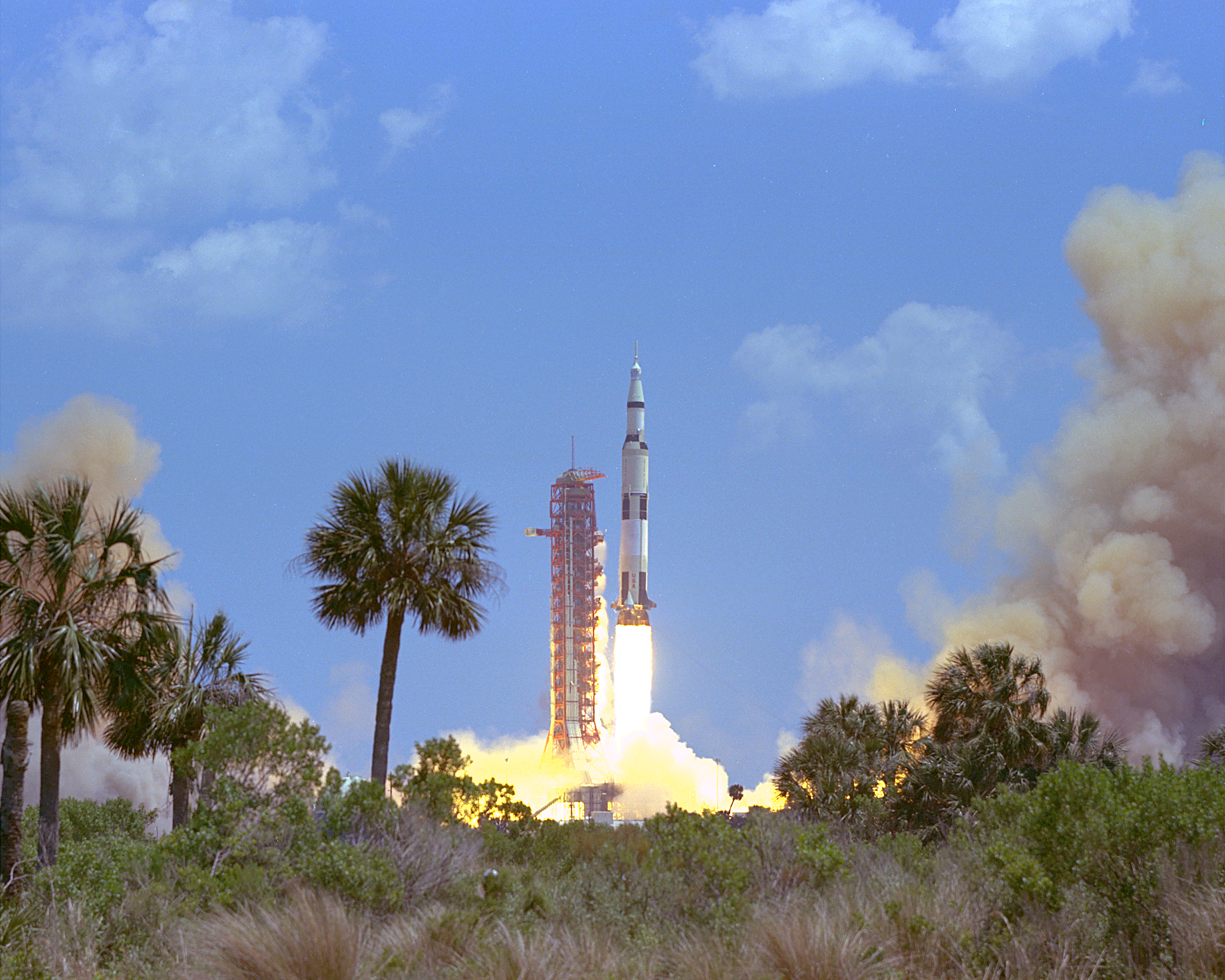
ケネディ宇宙センターから発射される16号。1972年4月6日

16号の発射は当初は3月17日に予定されていたが、アポロ計画においては初めて技術的な問題により4月16日まで遅延した。この間に宇宙服、宇宙船の分離装置、月着陸船のバッテリーなどに改良が施され、試験された。司令船のドッキング用リングを切り離すための爆発ボルトについては、十分な圧力が得られずリングを完全に分離できないのではないかという懸念が持たれていた。またヤングの宇宙服の可動性や着陸船のバッテリーの容量が変動してしまう問題などについては、早急な調査と問題解決が求められていた。発射を3か月前に控えた1972年1月、司令船の燃料タンクが定期点検中に損傷するという事故が発生した。このためロケット全体が急遽垂直組立棟に戻され、燃料タンクが交換された。再び発射台に戻ったのは2月のことで、発射スケジュールには何とか間に合わせることができた。
正式に秒読みが開始したのは1972年4月10日午前8時30分で、発射の6日前のことであった。この瞬間にサターン5型ロケットの三段すべてが起動され、また宇宙船内に飲料水が補給され始めた。秒読み開始に伴い、飛行士らは発射に備えて最後の訓練を行った。4月11日、発射前の最後の健康診断が行われた。4月15日、宇宙船へ液体水素と液体酸素が充填され、飛行士らは翌日の発射に備えて休息をとった。
1972年4月16日12時54分 (米東部標準時)、アポロ16号はフロリダ州ケネディ宇宙センターから発射された。打ち上げは正常だったものの、飛行士たちはそれ以前の飛行と同様、機体の激しい振動にさらされていた。第一段S-ICと第二段S-IIの切り離しは正常に行われ、宇宙船は発射から12分後に地球周回軌道に投入された。軌道到達後、飛行士らは無重力状態に体を適応させるとともに、第三段S-IVBのエンジンを再点火し機体を加速して月へと向かう遷移軌道投入に備えた。軌道周回中、宇宙船の環境制御装置や第三段の姿勢制御装置でいくつかの技術的問題が発生したが、遷移軌道投入準備の間に解決することができた。軌道周回二周目で第三段のエンジンが再点火され、ちょうど5分間の燃焼により機体は時速22,000マイル (35,000キロメートル) まで加速された。第三段の燃焼終了後、飛行士を乗せた司令・機械船はロケットから分離し、15m(49フィート) ほど前進した後180度向きを変え再度引き返し、役目を終えたS-IVBに収納されている月着陸船とのドッキングに向かった。操作は問題なく行われ着陸船はS-IVBから抽出されたが、ドッキング終了後、飛行士らは着陸船の外部が細かい破片のようなものに覆われていることに気づいた。破片は船体の一点から放出されており、その部分は外壁がちぎれるか裂けているように見えた。デュークが観測したところによると、破片が放出される数は1秒間に5個から10個ほどと見られた。ヤングとマッティングリーはドッキングトンネルをくぐって着陸船の内部に入り機器の点検を始めたが、特に問題は見られなかった。遷移軌道に乗ると、受動的温度管理の操作が始められた。これは俗に「バーベキュー・ロール」とも呼ばれているもので、船体を中心軸に沿って一時間に3回転させ、太陽光線によって受ける熱を船体表面に均一に分布させるものである。その他の様々な航海のための準備を終えた後、飛行士らは最初の眠りについた。発射から15時間後のことであった。

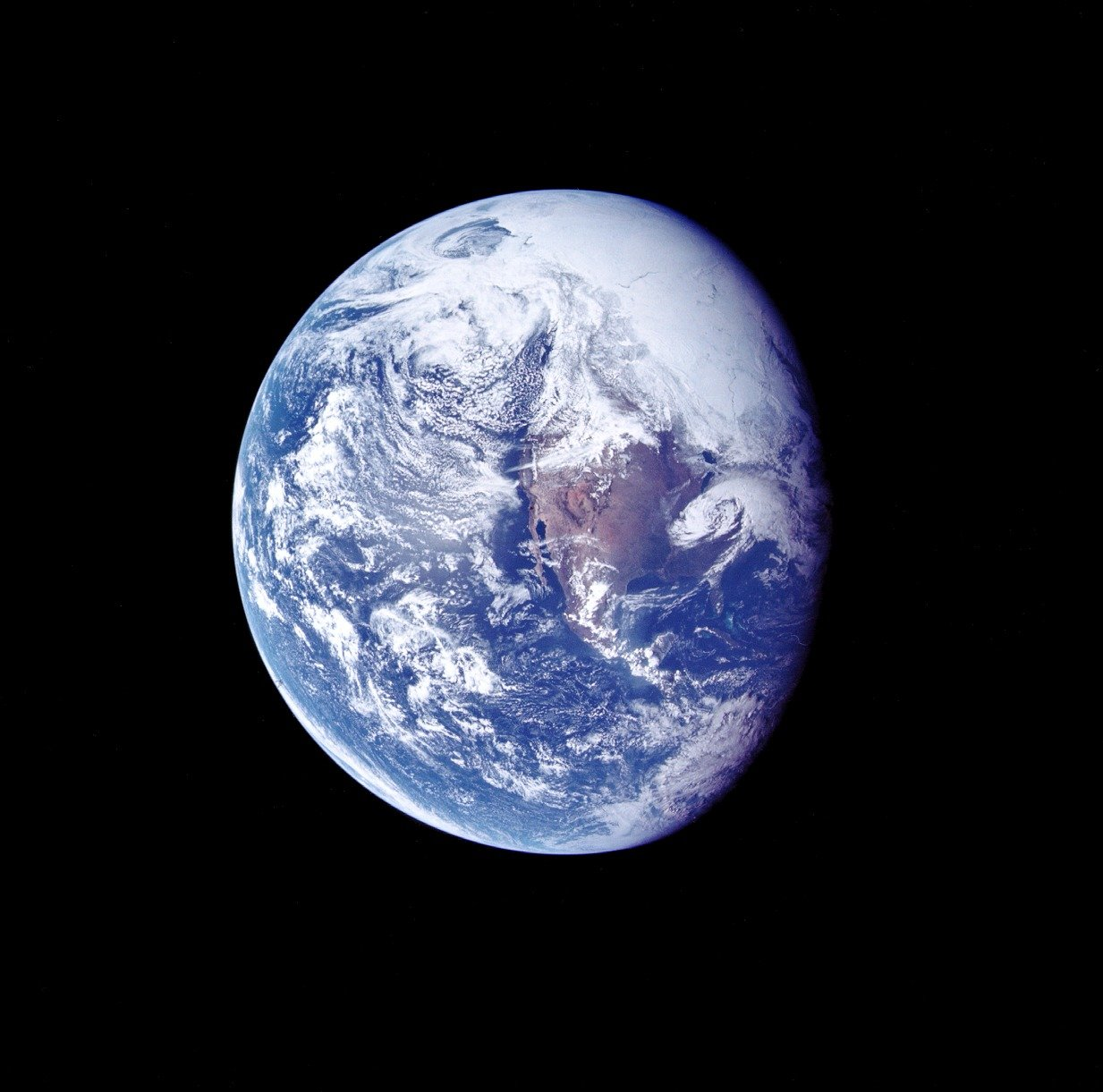
16号が遷移軌道上で撮影した地球

飛行第二日目、管制センターが目覚ましのための警報音を鳴らしたとき、宇宙船は地球から約181,000キロメートルの地点を秒速1,622メートルで飛行していた。月周回軌道に到達するのは飛行第四日目であるため、二日目と三日目は大部分が宇宙船の点検や科学的探査などに費やされた。この日には電気泳動の実験が行われた。これは14号でも実施されたもので、ゼロ重力下での分子の移動を検証するためのものであった。また機械船の主エンジン (Service Propulsion System, SPS) を2秒間噴射しての軌道修正も行われた。夕刻には飛行士が再度着陸船に入って機器の点検を行ったが、このとき着陸船のアルミニウムの外壁の別の箇所で塗装がはげ落ちているのが確認された。この点を除けば、宇宙船のシステムは全く正常であると飛行士たちは報告した。点検終了後、後日の月周回軌道進入のためのエンジン噴射に備えて点検項目と手順の再確認が行われた。このとき司令船操縦士のマッティングリーは、ジンバルロックを警告するランプが点灯していることを報告した。ジンバルロックとは姿勢制御計のジャイロの3軸のうちの2つが同一平面上に揃ってしまう現象で、これが発生すると宇宙船の姿勢を示すデータが得られなくなる。マッティングリーは太陽と月の位置を観測して誘導システムを再調整し、この問題を解決した。この日の終わりに、宇宙船は地球から260,000キロメートルの地点にまで到達した。
飛行三日目の初めに、16号は地球から291,000キロメートルの地点に到達した。月の重力圏にはまだ到達していなかったため、この時点では宇宙船の速度は減少を続けていた。三日目の前半は、もっぱら船内のメンテナンスおよびヒューストンの管制センターへの現状報告に費やされた。このとき「アポロ閃光実験 (Apollo light flash experiment, ALFMED)」が実施された。宇宙船が暗闇に入ると、飛行士たちは目を閉じているか否かに関わらず目の前を横切る閃光のようなものを目撃した。これは16号以前のアポロ計画の飛行士たちがみな経験していた現象であり、宇宙線の粒子が眼球を貫通することによって起こるものではないかと考えられていた。この日の後半にヤングとデュークは再度着陸船に入り、機器を起動した。システムを点検すると、すべて期待通りに機能していることが確認された。このあと両名は宇宙服を身に着け、月面で行う作業の予行演習をした。発射から59時間19分45秒後、飛行第三日が終わる直前に宇宙船は月の重力圏に入り、再び速度を増し始めた。地球からの距離は178,673海里 (330,902キロメートル)、月からは33,821海里 (62,636キロメートル) の地点であった。
第四日目の起床後、飛行士らは月周回軌道進入の準備を始めた。月面から291,000キロメートルの地点で、機械船の科学機器搭載区画 (Scientific Instrument Module, SIM) を覆うカバーが切り離された。発射から74時間後、宇宙船は月の裏側に入り管制センターとの通信がとぎれた。このときSPSエンジンが6分15秒間噴射され、近月点108.0キロメートル、遠月点315.6キロメートルの月周回軌道に進入した。このあとただちに降下軌道進入操作が行われ、近月点は19.8キロメートルにまで低下した。四日目の残りの時間は、月面の観測および翌日に迫ったドッキング切り離しと着陸の準備に費やされた。

### 月面

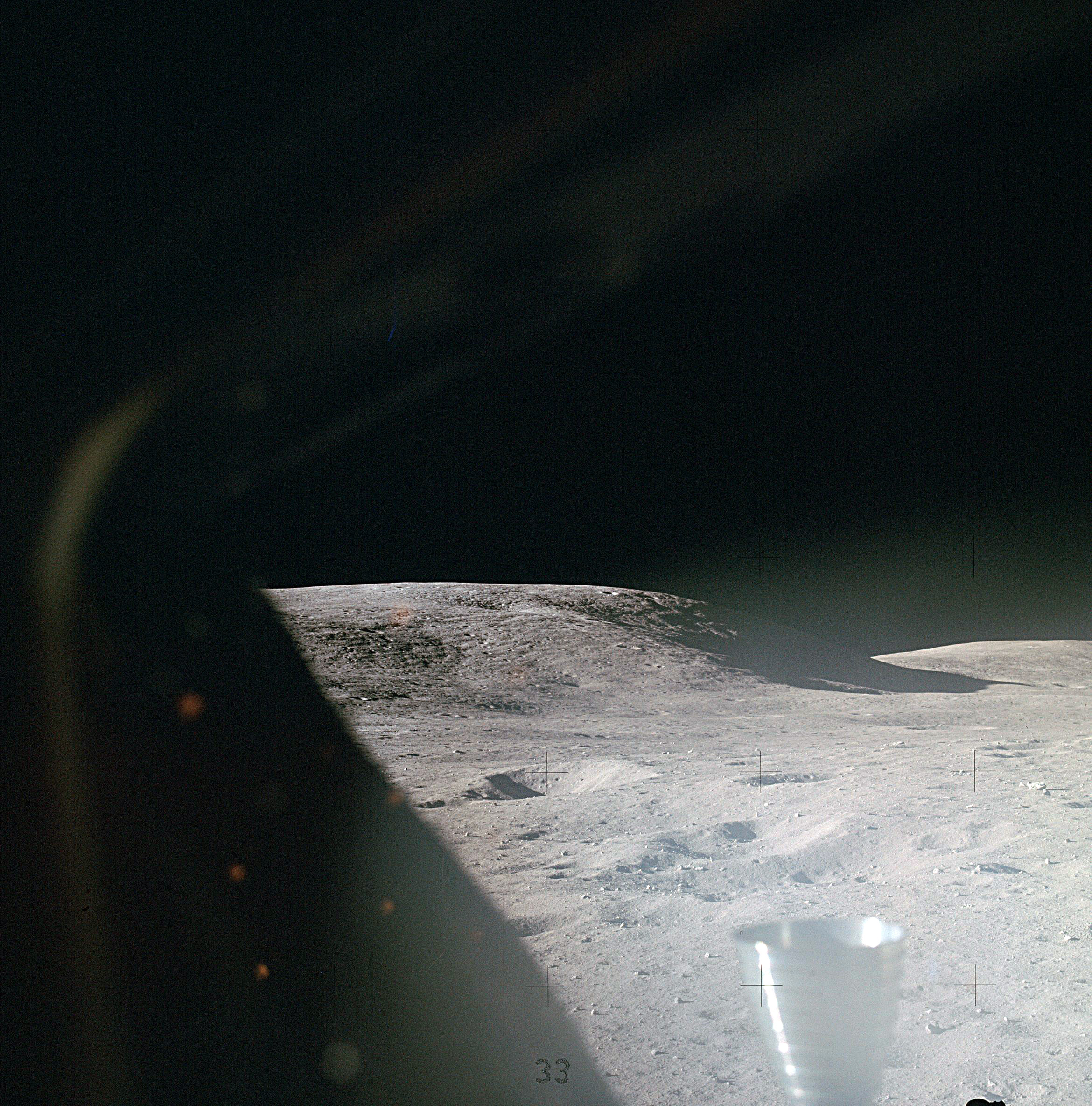
着陸直後にオリオンの窓から撮影された月面の様子

第五日、起床後ただちに飛行士らは着陸船を起動し、切り離しのための準備を開始した。このとき機械船の科学機器搭載区画にある質量分析器の支持棒は半分しか伸ばされていない状態にあったが、これは着陸船を切り離した後にヤングとデュークが目視で状態を確認できるようにするために取られた措置だった。両名は予定よりも40分早く起動と点検のために着陸船に入ったが、点検過程で多くの遅れが生じたため準備が完了したのは予定の10分前のことであった。発射から96時間13分13秒後、着陸船「オリオン」はマッティングリーが搭乗する司令・機械船「キャスパー」から切り離された。2機の宇宙船が近月点を通過する間、マッティングリーはキャスパーを円軌道に乗せるための準備を始め、一方でヤングとデュークは月面降下に備えた。だがマッティングリーが軌道修正に必要な司令・機械船のロケットエンジンを点検しているとき、エンジンのバックアップシステムに問題があるのが発見された。手順に従えば、この場合着陸船は降下を中止して司令船と再ドッキングしなければならなかった。もし万が一機械船のエンジンが点火しなかった場合、地球に帰還するためには着陸船のエンジンを使用する必要があったからである。数時間の検討の結果、管制センターはこの問題は解決できるものと判断し、ヤングとデュークに着陸続行の指令を出した。この結果、月面への降下は予定よりも6時間遅れて再開した。この遅れの影響で、降下開始時点の高度は20.1キロメートルという、これまでのどの飛行よりも高いものとなった。高度約4,000メートルまで降下したとき、ヤングは着陸地点全体を見渡すことができた。予定どおりの時間に推力を絞り、高度2,200メートルで目標地点に向けて機体を前方に傾けた。発射から104時間29分35秒後の4月21日午前2時23分35秒 (UTC) 、オリオンは月面に降り立った。着陸地点は、予定よりも北方に270メートル、西方に60メートルほどずれていた。
着陸後、ヤングとデュークは電力節約のために着陸船のいくつかの機器をパワーダウンした。初期設定を完了させると、両名はオリオンを月面における三日間の滞在モードに調整し、宇宙服を脱ぎ現今の着陸地点に関する地質学的観測を行った。その後初めて食事をとり、船室の環境を調節して月面における最初の睡眠に入ったが、司令・機械船の主エンジンの問題によって生じた遅延により、スケジュールにはかなりの調整が必要になった。月面での探査を終了した後、16号が月周回軌道上に滞在できる時間は1日以下だった。これは消耗品の消費を抑えるためのぎりぎりの線であり、もし何か問題が発生した場合にはこの時間内に対処しなければならなかった。また第3回目の船外活動の時間は7時間が予定されていたが、両飛行士の睡眠時間を延長するため5時間に減らされた。

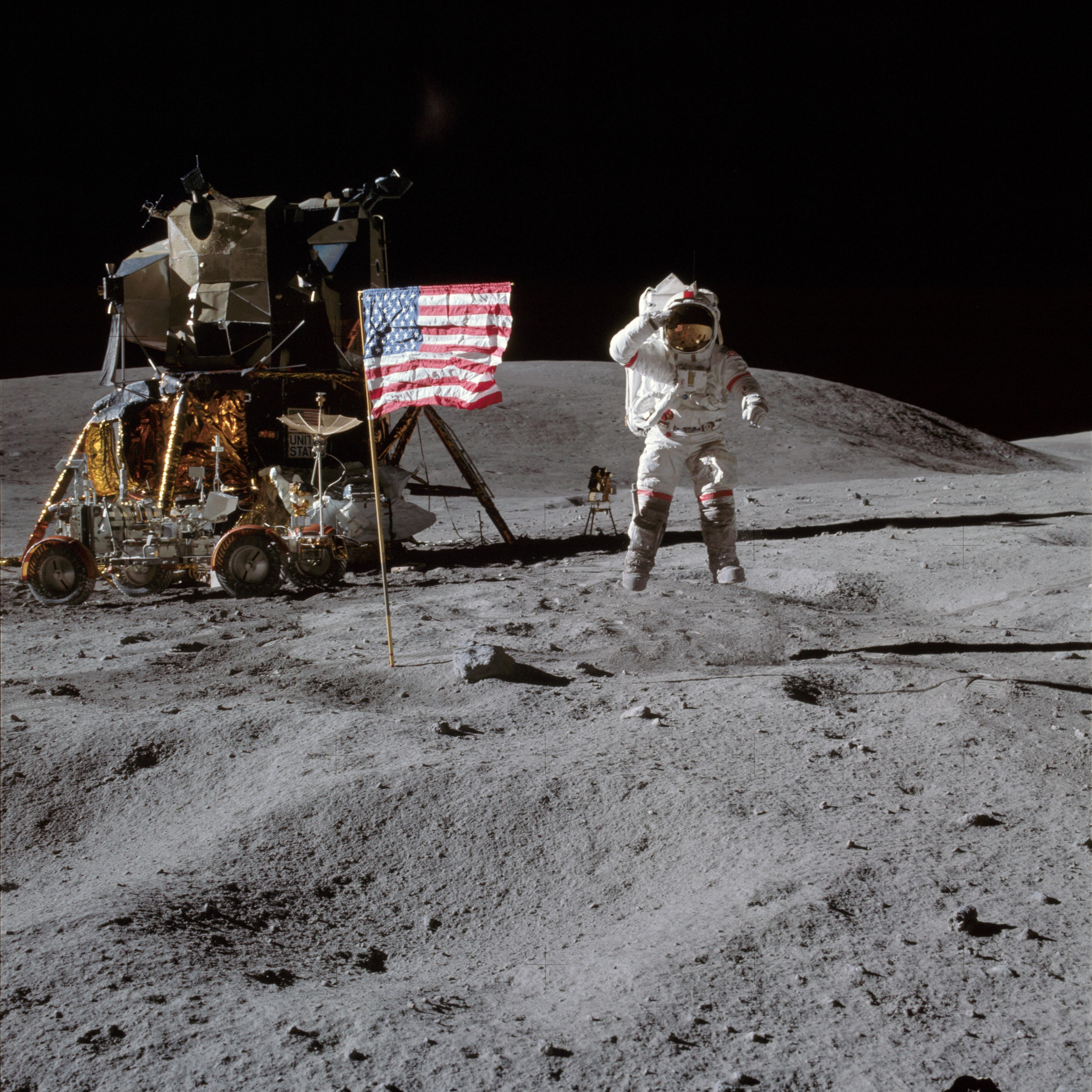
月面で星条旗に敬礼するヤング

翌日の飛行第五日目、ヤングとデュークは朝食をとった後、第一回船外活動の準備を始めた。宇宙服を身に着け船内を減圧し、ハッチを開けると、ヤングは着陸船のはしごの上にある「ポーチ」と呼ばれる場所に立った。このときデュークが、ここまでの飛行で発生した廃棄物を詰めたゴミ袋を手渡した。この袋は、このあと月面に投棄された。次に船外活動で使用する機器が入ったバッグ (equipment transfer bag, ETB) が先に月面に降ろされた。そのあとようやくヤングははしごを降り、月面に足を踏みおろした9人目の人類となった。このときの感傷を、彼はこのように表現した。「見たまえ。神秘的で知られざるデカルトだ。高地高原だ。アポロ16号がお前のイメージを変えてみせる。私は本当に安心した。ここにはあのブレア・ラビット (Brer Rabbit) がいる。 ちゃんといるべきイバラ (ブレア) の畑に」。デュークもすぐに合流し、彼は史上最も若い36歳で月面に降り立った人間となった。デュークは自らの興奮を次のように表した。「すばらしい！ あの足跡は今はじめて月面に記されたんだぜ、トニー (管制官の一人の名前)」。両名の月面における最初の仕事は、月面車と紫外線分光器およびその他の機器を着陸船の格納庫から下ろすことだった。この作業は支障なく行われたが、月面車を試験走行してみたとき、後輪の操舵装置 (ステアリング) が動かないことがわかった。ヤングがこの問題を管制室に伝えたのは、デュークと協力してテレビカメラを設置し、月面に星条旗を立てる前のことだった。この日の次の任務はアポロ月面実験装置群 (ALSEP) を配置することで、この作業は月面車に搭載されているカメラで追跡する必要があった。車両を移動させたところ、原因は不明だがとつぜん後輪のステアリングが正常に機能しはじめた。一方で熱流束の観測機器を設置しているとき、ヤングは誤って機器のコードを足にひっかけて引きちぎってしまった。この観測機器はアポロ13号では着陸船「アクエリアス」とともに大気圏で燃え尽き、15号でも失敗に終わったものであった。ALSEPの設置を終えた後、飛行士らは周辺のサンプルを回収した。着陸船周囲で4時間の船外活動を行った後、両名は月面車に乗り最初の地質学的調査地点であるプラム (Plum) クレーターに向かった。プラムは直径290メートルのフラッグ (Flag) クレーターのへりにある、直径36メートルの小クレーターであった。科学者らは、フラッグ・クレーターは上層部のレゴリスから下部のケイリー地層までを貫通していると考えていた。着陸船から1.4キロメートル離れたところにあるフラッグ・クレーター周辺で資料を集めている際、ヤングは管制室の要求に応え、アポロ計画で得られたものの中で最大のものとなる角礫岩のサンプルを採集した。この石は計画の主任研究員ウィリアム・ミュールバーガー (William R. Muehlberger) にちなんで、後にビッグ・ミューレイ (Big Muley) と名づけられた。この日の次の訪問地は、着陸船から1.6キロメートル (0.99マイル) のところにあるバスター (Buster) クレーターだった。ヤングがそこで磁場測定実験を行なっている間、デュークはストーン (Stone) 山とサウスレイ・クレーターの写真を撮った。このとき科学者らは、デカルト高地が過去の火山活動で形成されたものだとするこれまでの仮説に疑念を抱き始めていた。なぜなら二人の飛行士は、この時点でいまだに火山で生成された物質を発見できていなかったからである。バスター・クレーターにいる間、ヤングは月面車のデモ走行を行い、デュークがその様子を16mmフィルムのカメラで撮影した。着陸船に戻ってALSEPでさらなる任務を完了した後、両名は月面活動を終了した。船内に戻ったのは、船外活動を開始してから7時間6分56秒後のことであった。ハッチを閉めると、飛行士らは船室を加圧し、管制室にいる科学者たちと30分ほど意見交換をした。その後船室を就寝モードに設定し、睡眠をとった。

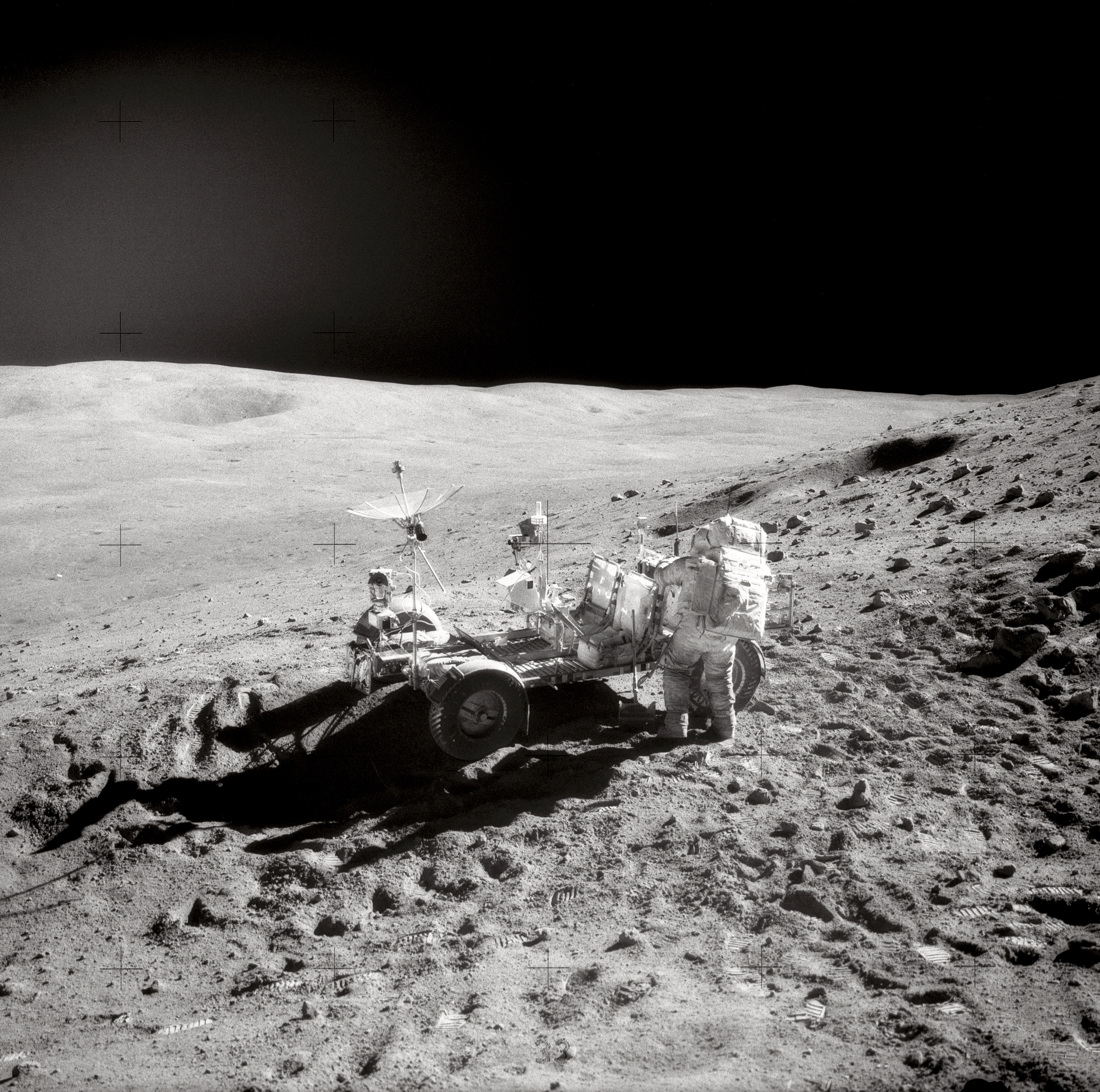
ストーン山の麓での様子

第六日、両飛行士は予定よりも30分早く起床し、管制センターとこの日の予定について協議した。第2回船外活動の主要な目的は、ストーン山を訪れ、約20度の傾斜を上り、着陸船から3.8キロメートルのところにあるシンコ (Cinco) と呼ばれる五つのクレーターが集合する場所を訪れることだった。準備が完了すると二人はただちに月面車に搭乗し、最初の訪問地であるシンコ・クレーターに向かった。彼らは目的地で標高152メートルまで到達し、アポロ計画で着陸船に対して最も高いところまで登ることとなった。ストーン山山腹からの光景をデュークは「絶景」と表現し、周辺でサンプルを収集した。54分間の活動の後、二人は月面車に戻り、第二の目的地であるステーション5という直径20メートルのクレーターに向かった。そこでは着陸地点の南にあるサウスレイ・クレーターの噴出物を浴びていないデカルト高原の標本が採集できるものと期待された。飛行士がそこで採集したサンプルは、起源は明らかではなかったものの、地質学者のドナルド・ウィルヘルムス (Donald Wilhelms) は「間違いなくデカルトのものだと賭けてもよい」と後に語った。次の目的地ステーション6は直径10メートルの濃淡のあるクレーターで、ケイリー地層の証拠としてより硬度の高い土壌が採集できるのではないかと思われた。ステーション7は時間節約のために省略された。次のステーション8は、ストーン山のふもとに近い山腹だった。そこで両名は、サウスレイ・クレーターから延びる「レイ (ray)」と呼ばれる放射線状の模様の上で1時間ほどサンプルを採集し、白黒の角礫岩と、斜長石に富む結晶の線が入った小さな石を発見した。ステーション9は「空閑地」と呼ばれているところで、サウスレイの噴出物の影響を受けていない場所であると考えられていた。そこではサンプルの収集に40分を費やした。ステーション9を出発してから25分後、両名はこの日の最終目的地であるALSEPと着陸船の中間地点に到着し、ALSEPの東50メートルの延長線上に穴を掘っていくつかの土壌貫入の実験をした。ヤングとデュークの要請で活動時間は10分延長されて総計で7時間23分26秒に達し、15号までの記録を更新した。その後二人は第2回の月面活動を終えて着陸船に戻り、ハッチを閉めて船内を加圧した。夕食を済ませて管制センターにこの日の活動について報告を終えると、船室を就寝モードに設定して睡眠をとった。

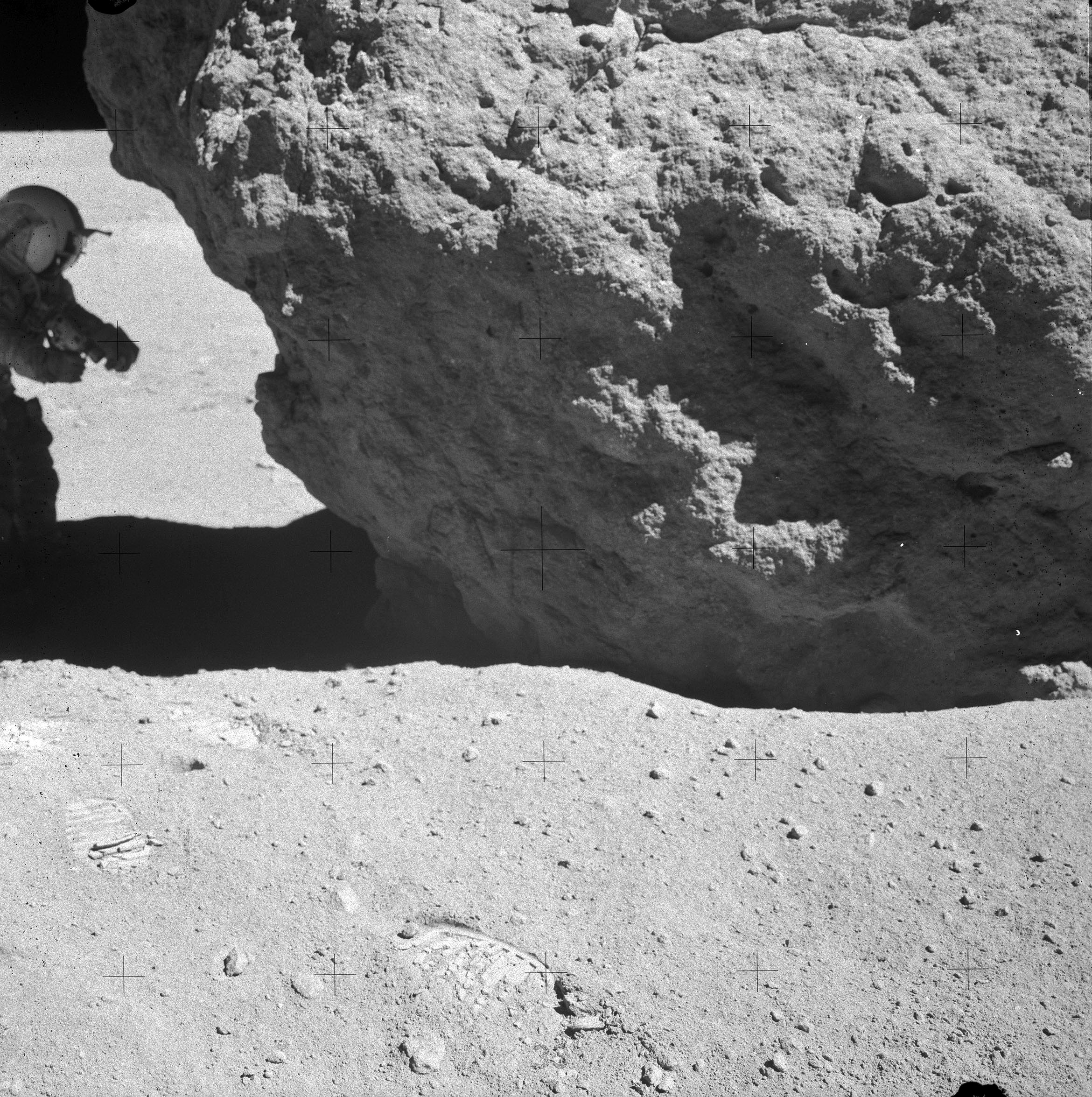
シャドウ・ロックの影に立つデューク

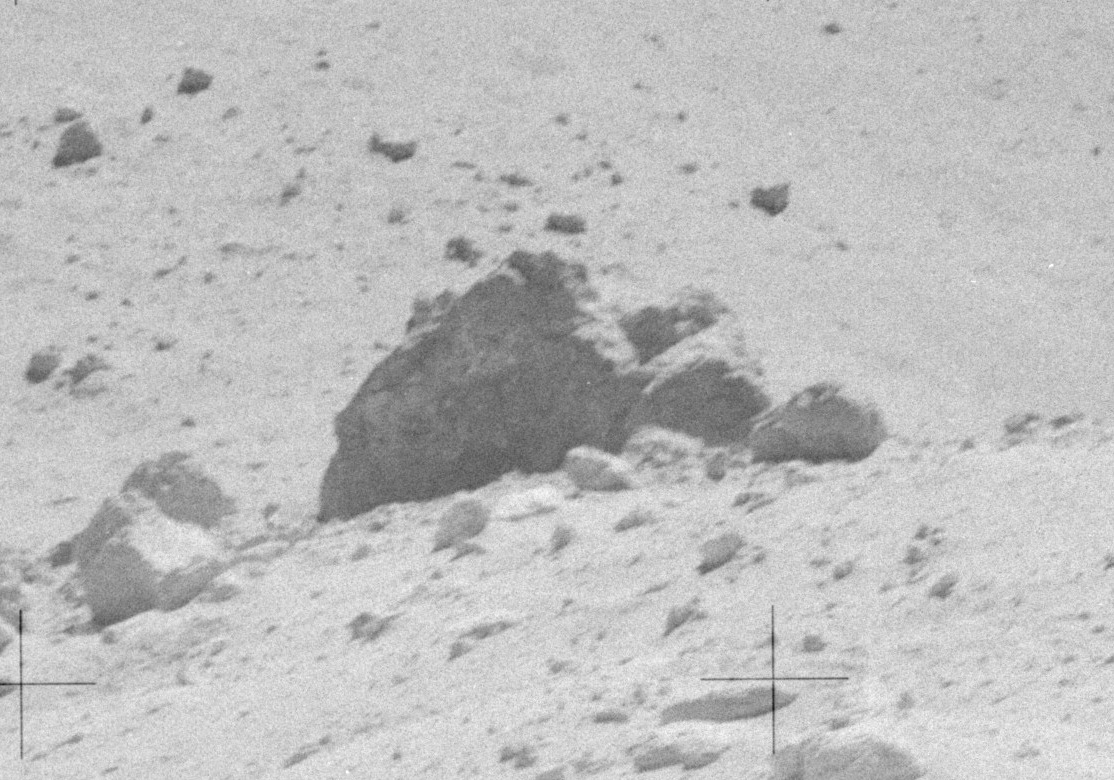
ハウス・ロック

飛行七日目は月面活動の最終日であり、このあと飛行士らは軌道上で待機するマッティングリーが乗る司令・機械船と再ドッキングをすることになっていた。第3回船外活動では、両名はアポロ計画で宇宙飛行士が訪れたクレーターの中では最大のものとなる、着陸地点北部にあるノースレイ・クレーターを探索する予定であった。月面車でオリオンを出発し、0.8キロメートル (0.5マイル) ほど離れてから進路を北に向け、そこから1.4キロメートル離れたところにあるノースレイに向かう。途中までは月面は平坦で石も少なく道のりは順調だったが、近づくにつれて石は大きくなり、その数も増えてきた。クレーターのへりに到達したとき、彼らは着陸船からは4.4キロメートル離れていた。到着後、直径1キロメートル、深さ230メートルに及ぶノースレイの写真を撮り、その後「ハウス・ロック」という名の、4階建てのビルよりも高い巨大な岩石を訪れた。ここで採集されたサンプルは、デカルト高原の火山起源説が誤りであることを最終的に証明するものとなった。ハウス・ロックの表面には、流星塵が衝突したことを示す無数の小さなクレーターがあった。1時間22分後、両名はノースレイから0.5キロメートルのところにある、多くの大きな岩石が転がるステーション13に向けて出発した。その途中、下り道を走行しているときに彼らは時速17.1キロメートル (10.6マイル) という月面車の速度記録を達成した。ステーション13では高さ3メートルほどもある岩を発見し、「シャドウ・ロック (Shadow Rock)」と命名した。そこで彼らは、恐らく何億年も前から影の中にあったであろう土壌を採集した。このとき軌道上のマッティングリーは、約6時間後のヤングらの帰還に備えて司令・機械船の準備をしていた。3時間6分後、両飛行士は着陸船のところまで戻っていくつかの実験を完了させた。そのあとヤングは、月面車の「廃車」の準備を始めた。「特等席」と呼ばれる、着陸船から約90メートル離れた場所まで車両を移動させる。地上の管制官が遠隔操作で月面車のカメラを操作して、そこから着陸船が離陸する場面を撮影するのである。一方でデュークはその間、家族の写真と空軍の記念メダルを月面に置いた。そのあと両名は着陸船内に戻り、5時間40分に及んだ最後の月面活動を終了した。船室を加圧し、月周回軌道帰還のための準備を始めた。

### 地球への帰還

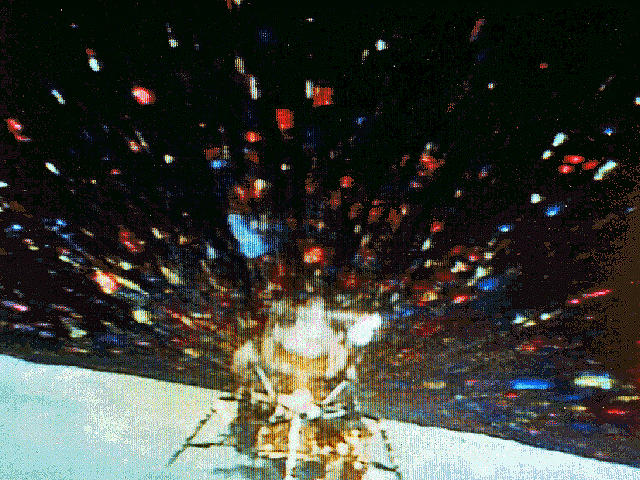
月面から離陸する着陸船の上昇段

発射8分前、宇宙船通信担当官 (Capsule Communicator, CAPCOM) のジェームズ・アーウィン (James Irwin) がヤングとデュークに離陸に備えるよう指示した。2分前、両名は安全装置と緊急停止のボタンを解除し、発射に備えた。エンジンが点火された瞬間、爆発ボルトが起爆して上昇段と下降段が切り離され、ギロチンに似た構造の装置がケーブルを切断した。発射から6分後、上昇段は時速5,000キロメートルで月周回軌道に到達し、その後マッティングリーが乗る司令・機械船と無事にランデブーとドッキングを果たした。ハッチが解放される前、着陸船から司令船に月面の細かい粒子が流れ込むのを極力抑えるために船内が清掃された。ハッチが開かれ四日ぶりにマッティングリーと合流すると、ヤングとデュークは採集したサンプルを地球に持ち帰るため司令船に移し、睡眠をとった。空になった上昇段は、ALSEPの地震計で地震波を観測して月の内部構造を探るため、翌日意図的に月面に衝突させられることになっていた。
翌日、最後の点検が終わったあと用済みとなった上昇段は切り離されたが、ハッチを封鎖する前にあるスイッチがONになっていなかったため、着陸船は分離されたあと不規則な回転を始め、軌道から離脱するために必要なロケット噴射が実行できなくなってしまった。このため最終的に月面に衝突するのは、計画終了から1年近く経ったときのこととなった。着陸船切り離し後の飛行士らの次の任務は、機械船の科学機器搭載区画から小型衛星を月周回軌道に放出することであったが、衛星放出のために要求されていた司令・機械船の軌道修正が中止された結果、小型衛星は当初期待されていた寿命の半分ほどで月面に墜落することになった。それから5時間ほどの後、月周回65周目に、地球への帰還軌道に乗るために機械船のSPSエンジンが点火された。数日前に問題を発生させて月面着陸の時間を遅らせることになったSPSの噴射は、今回は問題なく行われた。

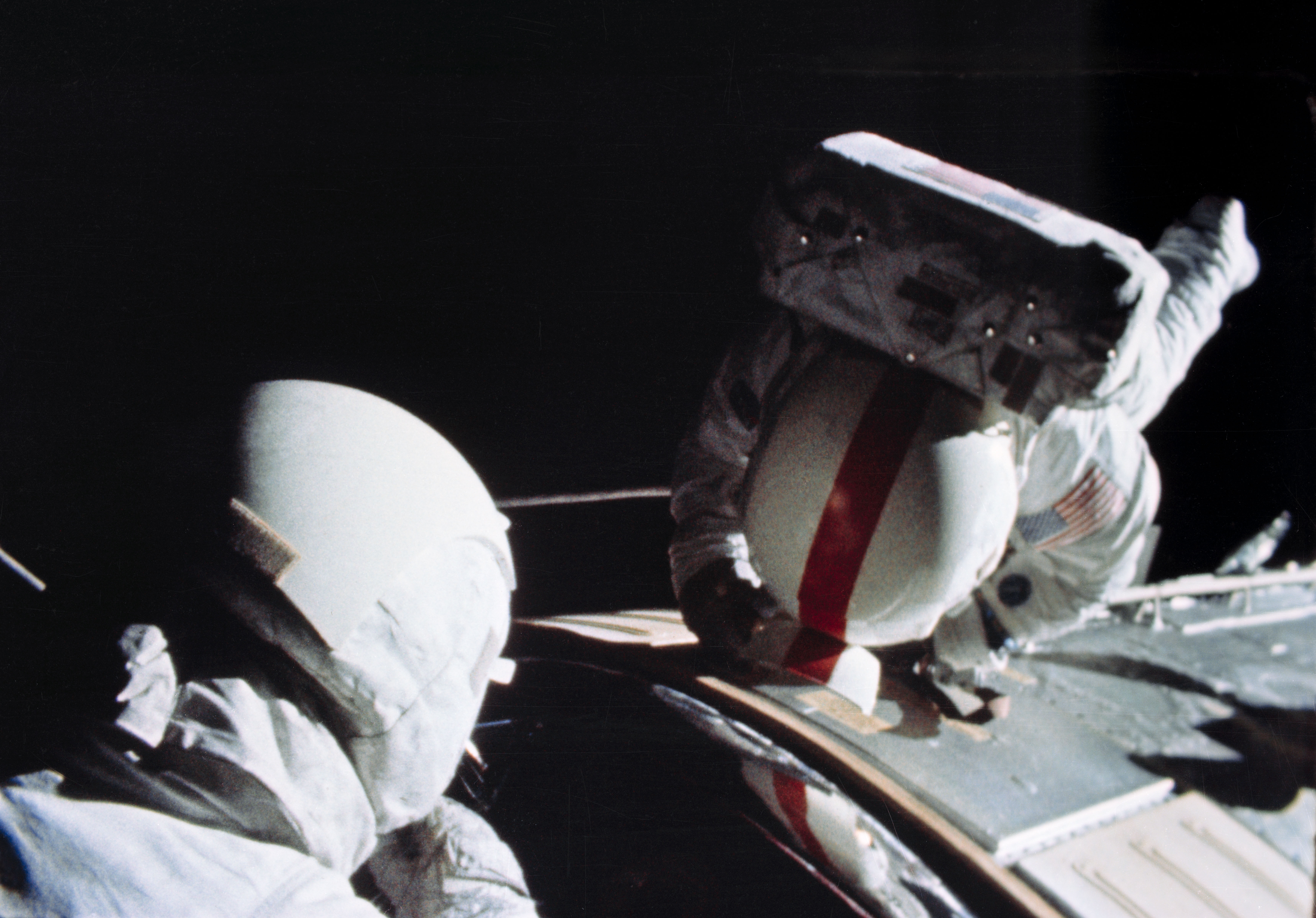
深宇宙での船外活動を行い、機械船からフィルムのカセットを回収するマッティングリー飛行士

地球から310,000キロメートルの地点でマッティングリーは船外活動を実施し、機械船の科学機器搭載区画からフィルムのカセットを回収した。また彼は船外にいる間、微生物生態評価装置 (Microbial Ecology Evaluation Device, MEED) を設定した。MEEDは16号でのみ行われた実験だった。飛行士らは他に様々な雑用や機器のメンテナンスを行い、その後夕食を取ってこの日を終えた。
最後から二日目は、大部分が実験に費やされた。またこの日の後半には20分間の記者会見が行われ、ヤングらはヒューストンのジョンソン宇宙センターに詰めている担当記者たちが用意した、計画に関する技術的な質問やプライベートな質問に答えた。多くの雑用に追われる中、飛行士らは翌日の大気圏再突入に備えた。この日の終わりに、宇宙船は地球からおよそ143,000キロメートルの位置を秒速2,100メートルで飛行していた。
CAPCOMのアンソニー・イングランドが三人を起床させたとき、宇宙船は地球から83,000キロメートルの位置を秒速2,700メートルで飛行していた。太平洋に着水するちょうど3時間前に最後の軌道修正が行われ、速度が秒速0.43メートル変更された。再突入の約10分前、三人を乗せた円錐形の司令船が機械船から切り離された。機械船はこのあと、高温と衝撃により大気圏内で分解し消滅した。飛行開始から265時間37分後に司令船は秒速約11,000メートルで大気圏に再突入し、熱は最大で2,200から2,480℃まで達した。再突入から14分弱でパラシュートが開き、司令船はキリスィマスィ島の南西350キロメートルに着水した。ケネディ宇宙センターの発射台を飛び立ってから、290時間37分6秒後のことであった。司令船は空母タイコンデロガに回収され、着水から37分後、飛行士らは無事回収船に乗艦した。

## 小型衛星PFS-2

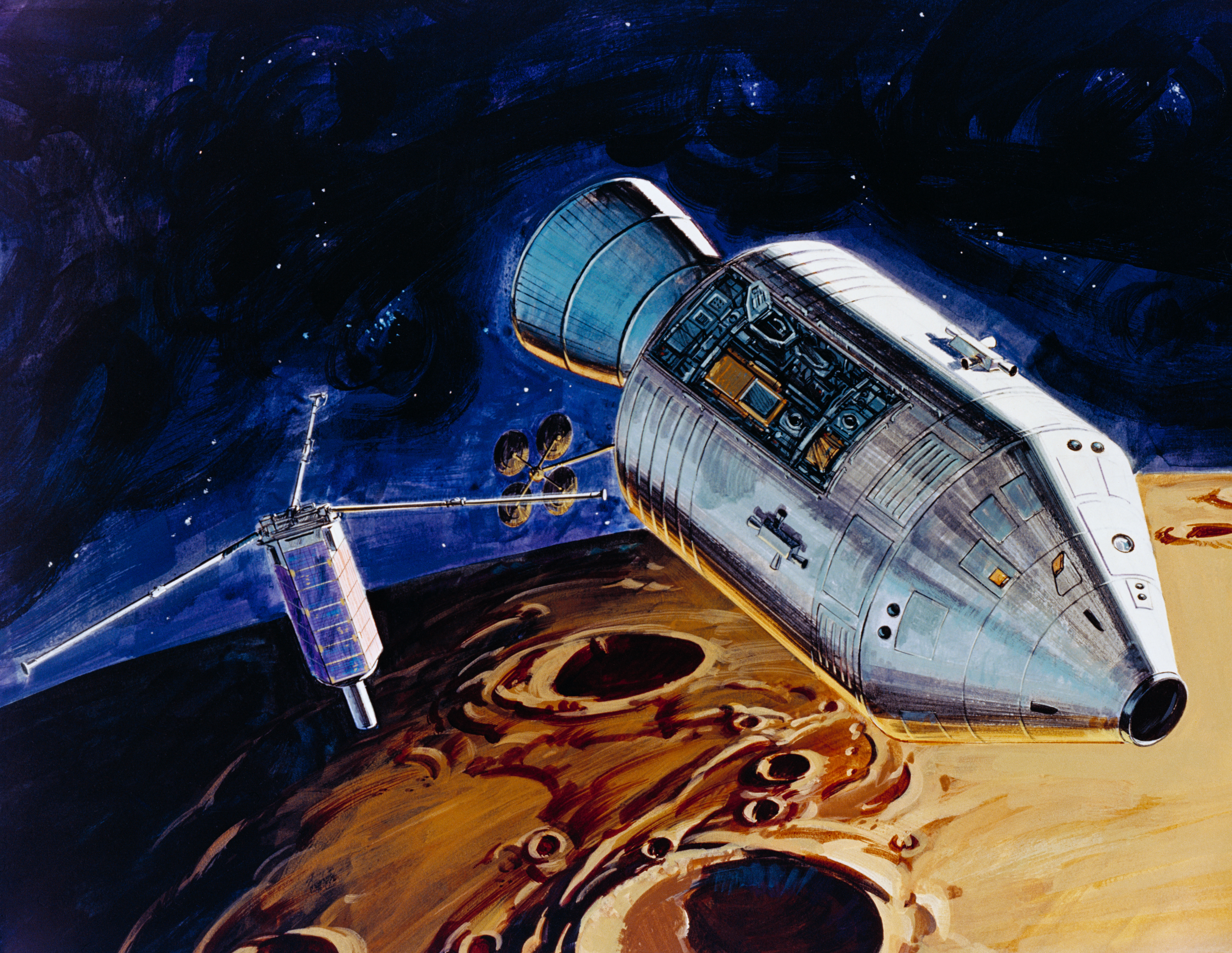
小型衛星放出の概念図

PFS-2は機械船から月周回軌道に放出された小型人工衛星で、主な目的は地球を周回する衛星としての月の荷電粒子や磁場を測定することであった。これは8ヶ月前にアポロ15号で放出されたPFS-1と同一のもので、両者とも近月点89キロメートルから遠月点122キロメートルの楕円軌道で月を周回した。
だが奇妙なことに、PFS-2の軌道は急激に変化した。1.5から2週間のうちに、月面まで9.7キロメートル) という至近距離まで接近したのである。その後また軌道を変えて近月点は48キロメートルまで遠ざかったが、それも長くは続かなかった。衛星は次第に月に近づいていき、1972年5月29日、35日間で軌道を425周しただけでPFS-2は月面に墜落した。
後年、月を周回する多くの人工衛星を研究した結果、科学者たちは低高度の月周回軌道は不安定なものであることを発見するに至った。当時の研究者たちは知らなかったことなのだが、PFS-2は軌道傾斜角が11度という、最も不安定な軌道の一つに投入されたのである。これはこの後に発見された、傾斜角27度、50度、76度、86度の凍結軌道という安定した軌道とは大きくかけ離れるものであった。

## 宇宙船の現在の状態
回収船タイコンデロガは、1972年5月5日に司令船をカリフォルニア州サンディエゴにあるノース・アイランド海軍航空基地に届けた。同年5月8日、海軍の格納庫内でタンクに残っている有毒な姿勢制御用ロケットの燃料を抜き取る作業をしていたとき、爆発事故が発生した。この事故で46人が病院に搬送され、24時間から48時間の集中治療を受けた。ほとんどの負傷は、有毒ガスを吸い込んだことによるものであった。最も重傷を負ったのは、整備用の台車が転倒してきたことにより膝蓋骨を骨折した整備員だった。爆発により250フィート (75m) 上にある格納庫の屋根に穴が開き、ガラスが40枚割れた。司令船にも、外板の一枚に3インチ (7.62センチメートル) ほどの亀裂が入った。
16号の司令船キャスパーは、現在はアラバマ州ハンツビルの合衆国宇宙ロケットセンターに展示されている。着陸船の上昇段（S-IVB）は1972年4月24日に切り離されたが、高度のコントロールを失い制御不能になった。その後1年ほど軌道を周回した後月面に墜落したが、落下地点は長い間不明だった。だが2015年11月、ジョンズ・ホプキンズ応用物理学研究所のJeff Plesciaが、ルナー・リコネサンス・オービターが撮影した写真からS-IVBの衝突地点を発見したと発表した。
デュークは月面地図などの飛行で使用した小物を、ジョージア州ケネソー (Kennesaw) のケネソー州立大学に寄贈した。彼は月面に記念品を二つ置いてきており、どちらも写真に記録した。最も有名なのは、プラスチックのケースに収められた彼の家族の写真である (NASA写真番号 AS16-117-18841)。写真の裏には、彼の家族からのこのようなメッセージが書かれていた。「これは1972年4月に月面に着陸した、惑星地球から来た宇宙飛行士デュークの家族です」。もう一つは、1972年に空軍が創設25周年を記念して発行したメダルであった。デュークはこのメダルを二つ手に入れ、一つは月面に置き、もう一つはライト・パターソン空軍基地の博物館に寄贈した。
2006年、ハリケーンエルネスト (Ernesto) がノースカロライナ州バス (Bath) を襲った直後、11歳のケヴィン・シャンツェ (Kevin Shanze) 少年は自宅近くの海岸で金属片を発見した。シャンツェと彼の友人は、36インチ (91センチメートル) ほどのその平らな金属板の表面に何かの印が描かれているのを見つけた。詳しく調べた結果、かすれてはいたものの、それはアポロ16号の計画の記章であることがわかった。その後NASAは、この金属片が16号のサターン5型ロケットの一部であることを確認した。2011年7月、NASAの求めにより金属片を返却したとき、16歳になっていたシャンツェ少年は、引き換えとしてケネディ宇宙センターのすべてのツアーへの無料参加権と、スペースシャトルの最後の飛行であるSTS-135の発射を見学する際のVIP席を手に入れた。